# Partito dei Contadini di Lituania
Il Partito dei Contadini di Lituania (in lituano: Lietuvos Valstiečių Partija - LVP) è stato un partito politico lituano; fondato nel 1990 col nome di Unione dei Contadini di Lituania (Lietuvos Valstiečių Sąjunga - LVS), è stato ridenominato nel 1994.
Nel 2004 ha dato vita, insieme al Partito della Nuova Democrazia, ad un nuovo soggetto politico, l'Unione Popolare dei Contadini di Lituania, che, nel 2012, assumerà la denominazione di Unione dei Contadini e dei Verdi di Lituania.

## Risultati elettorali
| Elezione          | Voti   | %    | Seggi    |
| ----------------- | ------ | ---- | -------- |
| Parlamentari 1992 | N.D.   | N.D. | N.D.     |
| Parlamentari 1996 | 22.826 | 1,75 | 1 / 141  |
| Parlamentari 2000 | 60.040 | 4,08 | 4 / 141  |
| Europee 2004      | 89.452 | 7,41 | 1 / 13   |
| Parlamentari 2004 | 78.902 | 6,60 | 10 / 141 |
| 1. 2.             |        |      |          |

| Controllo di autorità | VIAF (EN) 1218154260506624480004 |